# IOU-Ramps
IOU-Ramps ist ein Hersteller von Indoor- und Outdoor-Skateparks und seit 2006 auch von Snowboardparks (IOU-Snow).

## Geschichte
Das Unternehmen wurde 1988 vom Schreiner Andreas Schützenberger in Passau gegründet. IOU steht für “Innovative – Original – Unique” und war ursprünglich eine Modemarke des Firmengründers. Seit 1988 werden unter diesem Namen Skateboardrampen und ‑parks entworfen und bis heute über 7500 Projekte in mehr als 30 Ländern realisiert. Auftraggeber waren neben Privatpersonen auch Städte, Gemeinden und Unternehmen.
Zu den bekanntesten Parks bzw. Events, die das Unternehmen gebaut hat, zählen der Moskauer Skatepark (Adrenalin Games 2007), die Anlage der X Games in Barcelona (2002) oder die Skateboard-Europameisterschaften 2006 und 2007 in Basel. Außerdem fertigt IOU-Ramps unikale Aufbauten bspw. für die Messe München: Für den MegaMiniRamp Contest 2008 wurde eine nur für die Messezeit gebaute Rampe mit 21 m Breite und 11 m Tiefe angefertigt. Für den Snowboard-Wettbewerb Ispo tow in 2006 entwarf IOU eine 60 m lange und 20 m breite, ebenerdige Schneepiste, auf der diverse Obstacles, Rails, Boxen, Ledges sowie eine Wallride/Quarterpipe-Konstruktion untergebracht wurden. Mit Hilfe zweier Skidoo und einer Leine wurden die Fahrer gezogen und kamen so auf die Geschwindigkeit, die nötig ist, um den Parcours zu befahren.
Neben Skateparks fertigt das Unternehmen auch spezielle Konstruktionen wie mobile, beispielsweise auf einem Kfz-Anhänger transportable Skaterampen, Messestände oder auch „be-skatebare“ Ladeneinrichtungen.

## Materialien und Sicherheit
Die Konstruktionen des Unternehmens unterliegen der speziell für Skateanlagen entwickelten EN 14974 und bestehen vornehmlich aus Lärchen- und  Birkenholz, Metall und feuerverzinktem Stahl. Der allwettertaugliche Fahrbahnbelag Skatesmart wurde ebenfalls vom Unternehmen eigenentwickelt. Um einen vergleichbaren Sicherheitsstandard für alle Anlagen zu gewähren, wurde das Unternehmen zudem Mitglied im Normenausschuss.